# Live To Win Tour
Live To Win-turnén är Paul Stanleys soloturné 2006/2007. Den har spelats i USA och i Australien. En DVD har spelats in, men har ej släppts ännu.

## Spellista

### USA
1. Live To Win
2. Hide your Heart
3. A Million To One
4. Got To Choose
5. Move On
6. Bulletproof
7. Tonight You Belong To Me
8. Lick It Up
9. Wouldn't You Like To Know Me
10. Magic Touch
11. I Still Love You
12. Strutter
13. Everytime I See You Around
14. Do You Love Me
15. I Want You
16. Love Gun
17. Lift
18. Detroit Rock City
19. Goodbye

### Australien
1. Live To Win
2. Hide your Heart
3. A Million To One
4. Got To Choose
5. Move On
6. Bulletproof
7. Tonight You Belong To Me
8. Lick It Up
9. Wouldn't You Like To Know Me
10. Magic Touch
11. I Still Love You
12. Strutter
13. Everytime I See You Around
14. Do You Love Me
15. I Want You
16. Love Gun
17. Shandi/ I Was Made For Lovin' You
18. Detroit Rock City